# Carne mecanicamente separada
A carne mecânicamente separada (CMS) ou carne mecânicamente processada (CMP) também conhecida como carne industrial, é um subproduto da carne, obtido através do processamento e desossagem de partes menos valorizadas de animais de açougue, como suinos, aves e bovinos, destinada a ser usada para elaboração de outros produtos carneos específicos. Alimentos como nuggets, salsichas, linguiças e mortadelas são um exemplo comum do uso da carne mecânicamente separada (CMS).

## Informações sobre a carne mecânicamente separada (CMS)
Embora a carne mecânicamente separada (CMS) seja usada na elaboração de produtos carneos como os embutidos, a mesma não é considerada carne, pois sua composição consiste basicamente em sobras que são menos valorizadas pela industria da carne, como pele, tendôes, carnes da cabeça, ossos, vasos sanguineos, visceras e cartilagem, sendo bastante pobre em proteinas (contendo apenas 12%).
A carne mecânicamente separada (CMS) é usada desde 1950, principalmente nos enlatados e embutidos, como salsichas e mortadelas.